# NGC 1851
NGC 1851 (Caldwell 73) est un amas globulaire situé dans la constellation de la Colombe. Il a été découvert par l'astronome écossais James Dunlop en 1826.

## Caractéristiques
Selon une étude publiée en 2011 par J. Boyles et ses collègues, la métallicité de l'amas NGC 1851 est égale à -1,18 et sa masse est égale à 551 000{\displaystyle M_{\odot }}. Dans cette même étude, la distance de l'amas est estimée à environ 12,1 kpc (∼39 500 al). 
Selon une autre étude publiée en 2010, la métallicité de NGC 1851 est estimée à -1,03 [Fe/H] et son âge à 9,98 milliards d'années.
Une publication parue en 2018 suggère que NGC 1851 serait l'un des amas globulaires nés de la fusion de la galaxie naine Gaïa-Encelade avec la Voie lactée.

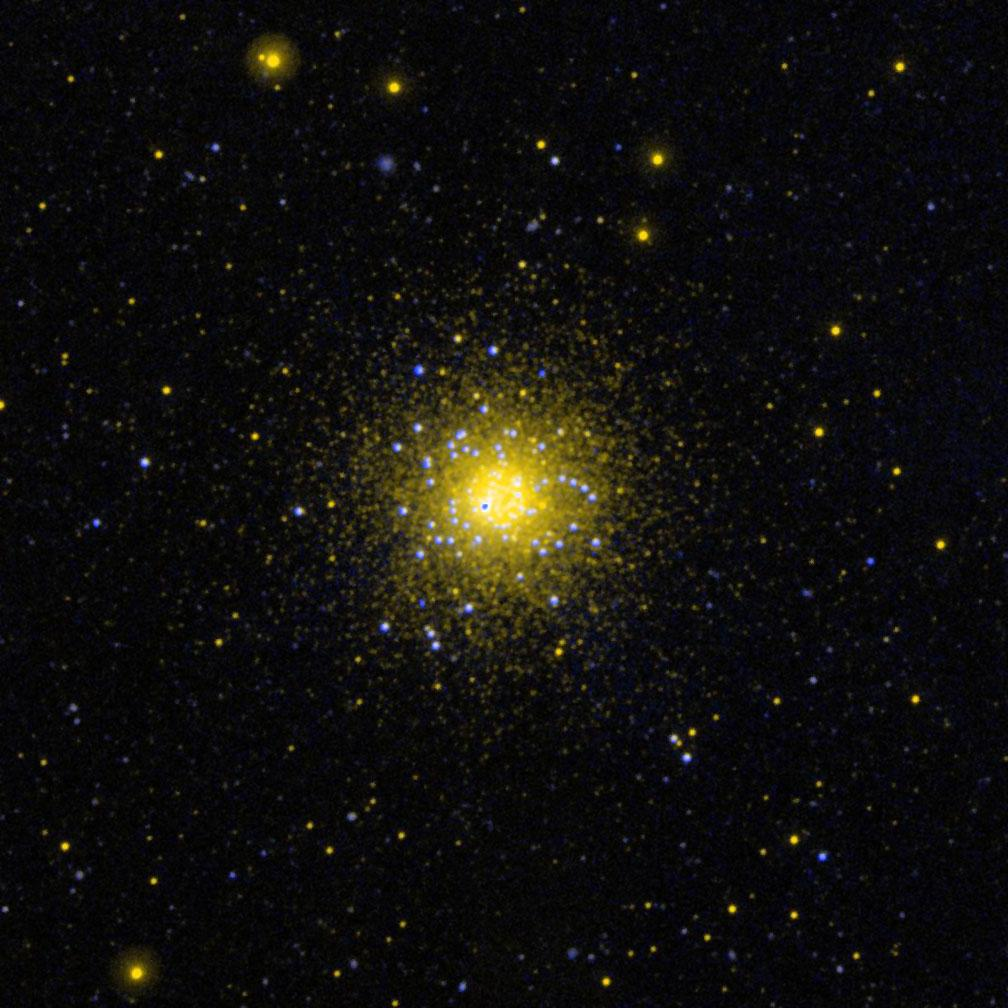
NGC 1851 en ultraviolet par le télescope spatial GALEX.
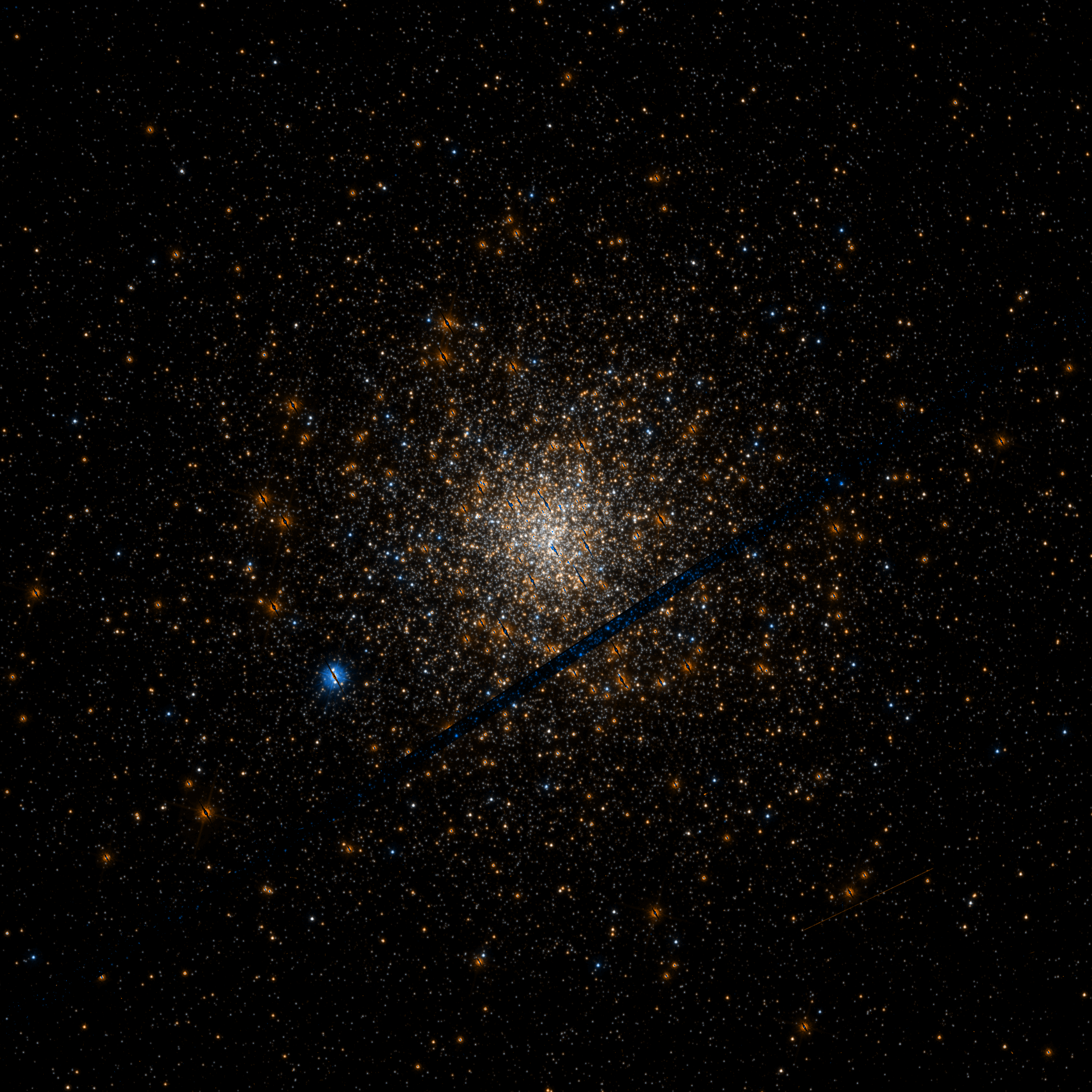
NGC 1851 par le télescope spatial Hubble.